# Jules Vandenpeereboom
Jules Vandenpeereboom född den 18 mars 1843 i Courtrai, död den 6 mars 1917, var en belgisk politiker (katolik).
Vandenpeereboom invaldes 1878 i deputeradekammaren, där han kraftigt bekämpade den liberala regeringen Frère-Orban, blev 1884 minister för järnvägar, post och telegraf i den klerikala ministären under Jules Malou och kvarstod på denna post i kabinetten Beernaert och de Smet de Naeyer. Han var bland annat ansvarig för att under 1891-1893 införa tvåspråkiga frimärken i Belgien. Den 24 januari 1899 blev han själv konseljpresident (premiärminister) i en ministär, som redan den 5 augusti samma år föll på ett försök att införa proportionell representation. Han drog sig då tillbaka från det politiska livet.